# 查爾頓島
查爾頓島（英語：Charlton Island, Antarctica）是南極洲的島嶼，位於威爾克斯地的文森灣，屬於弗雷澤群島的一部分，根據美國海軍在1947年2月拍攝的空中照片繪入地圖，現時由南極條約體系管理。